# Coordenação Nacional de Entidades Negras
A Coordenação Nacional de Entidades Negras (CONEN) é uma entidade representativa das associações negras brasileiras.
Foi fundada em novembro de 1991 como um dos resultados do I Encontro Nacional de Entidades Negras, realizado na cidade de São Paulo, sendo uma das principais organizações em seu gênero criadas no Brasil naquela década.
Seu surgimento derivou da percepção da necessidade de organizar e unificar o movimento negro no Brasil em suas lutas contra o racismo e a exclusão e pela dignidade, direitos e cidadania, servindo como uma central das entidades de base afro-brasileiras, passando a ser responsável pela organização dos subsequentes Encontros Nacionais de Entidades Negras. Também fazem parte das suas pautas influenciar na criação de políticas públicas, recuperar a memória da comunidade, promover a melhoria da qualidade de vida, fomentar a participação feminina, denunciar violações de direitos, estimular a reflexão e debater temas como a violência contra os negros, liberdade de expressão e outros. Desde o início passou a fazer parte do Conselho Nacional de Promoção da Igualdade Racial e manteve uma preocupação de estabelecer contatos com grupos internacionais.
A CONEN se consolidou como uma organização de âmbito nacional, uma das mais destacadas do país, agregando centenas de entidades em todo o território brasileiro, procurando costurar linhas de ação comuns entre as diferentes orientações e interesses específicos das suas afiliadas. Todos os anos a CONEN organiza no Dia da Consciência Negra a já tradicional Marcha Zumbi dos Palmares, que a cada ano enfoca temas diferentes. Em 2019 a CONEN recebeu do governo do estado de Goiás a Comenda Zumbi dos Palmares, em reconhecimento pela sua atividade de valorização e desenvolvimento da cultura afro-brasileira.